# Distrito de Quinua
El distrito de Quinua es uno de los dieciséis distritos que conforman la provincia de Huamanga, ubicada en el departamento de Ayacucho, Perú.

## Historia
En su territorio se fundó la primigenia Huamanga en 1536 por Juan de Berrio. El distrito fue creado en los primeros años de la República.
Lleva ese nombre por la queñua (Polylepis pauta), un árbol típico de la región andina y que abunda en la zona. Crecen en laderas rocosas, morrenas y a lo largo de pequeñas quebradas, principalmente entre los 3,500 - 4,800 m.s.n.m., formando parches de bosques (llamados rodales) a lo largo de las vertientes oriental y occidental en las partes altas de los Andes.
La mayoría de la población de Quinua habla quechua. En este distrito fue realizado uno de los primeros programas de educación bilingüe sin objetivo explícito de castellanización, desarrollado en los años 1960 por la Universidad Nacional Mayor de San Marcos.

## Atractivos turísticos
Museo de sitio de Quinua: En sus instalaciones cuenta con una sala de exposición permanente donde se muestran armas, uniformes, maquetas y otros objetos relacionados con la Batalla de Ayacucho. Destaca el ambiente donde se firmó la Capitulación de Ayacucho el 9 de diciembre de 1824. Mar a Dom 9 a. m. a 1 p. m. y de 3 a 5 p. m.. Plaza de armas de Quinua s/n.
Museo de sitio Wari: El museo exhibe bienes culturales procedentes de las excavaciones arqueológicas en la zona arqueológica monumental
Wari: cerámicas, líticos, textiles, monolitos, entre otros; así como textos explicativos sobre la cultura Wari, un plano y fotografías de
los sectores que lo integran. Mar a Dom de 9 a. m. a 5 p. m.. Km 23 carretera Ayacucho - Quinua.

## Autoridades

### Municipales
- 2023 - 2026[5]
  - Alcalde: Rupert Limaco Avendaño, de Movimiento Regional AGUA.
  - Regidores:

  1. German Evan Yupanqui Gutierrez (Movimiento Regional AGUA)
  2. Beatriz Milushka Martinez Cuadros (Movimiento Regional AGUA)
  3. Jorge Mendoza Sanchez (Movimiento Regional AGUA)
  4. Carmen Maria Quispe Diaz (Movimiento Regional AGUA)
  5. Nelva Marilu Suarez Cuadros (Movimiento Regional GANA AYACUCHO)